# Peresznye, Vas
Peresznye (în croată Prisika ; germană: Prößing) este un sat în districtul Kőszeg, județul Vas, Ungaria, având o populație de 640 de locuitori (2011). 

## Demografie
Componența etnică a satului Peresznye
     Maghiari (69,77%)
     Croați (28,27%)
     Germani (1,96%)
Componența confesională a satului Peresznye
     Fără religie (1,56%)
     Necunoscută (97,5%)
     Luterani (0,94%)
Conform recensământului din 2011, satul Peresznye avea 640 de locuitori. Din punct de vedere etnic, majoritatea locuitorilor (69,77%) erau maghiari, existând și minorități de croați (28,27%) și germani (1,96%). Nu există o religie majoritară, locuitorii fiind  și persoane fără religie (1,56%). Pentru 97,5% din locuitori nu este cunoscută apartenența confesională.